# Браник
Браник (словен. Branik) — поселення в общині Нова Гориця, Регіон Горишка, Словенія. Висота над рівнем моря: 86,7 м.